# العلاقات الألبانية الإيرانية
العلاقات الألبانية الإيرانية هي العلاقات الثنائية التي تجمع بين ألبانيا وإيران.

## مقارنة بين البلدين
هذه مقارنة عامة ومرجعية للدولتين:
| وجه المقارنة                                              | ألبانيا                                                    | إيران                    |
| --------------------------------------------------------- | ---------------------------------------------------------- | ------------------------ |
| المساحة (كم2)                                             | 28.75 ألف                                                  | 1.65 مليون               |
| عدد السكان (نسمة)                                         | 3.02 مليون                                                 | 79.97 مليون              |
| الكثافة السكانية (ن./كم²)                                 | 105.04                                                     | 48.47                    |
| العاصمة                                                   | تيرانا                                                     | طهران                    |
| اللغة الرسمية                                             | اللغة الألبانية                                            | لغة فارسية               |
| العملة                                                    | ليك ألباني                                                 | ريال إيراني              |
| الناتج المحلي الإجمالي (بليون دولار)                      | 13.04 مليار                                                | 439.51 مليار             |
| الناتج المحلي الإجمالي (تعادل القوة الشرائية) بليون دولار | 33.17 مليار                                                | 1.36 تريليون             |
| الناتج المحلي الإجمالي الاسمي للفرد دولار أمريكي          | 3.94 ألف                                                   |                          |
| الناتج المحلي الإجمالي للفرد دولار أمريكي                 | 11.11 ألف                                                  |                          |
| مؤشر التنمية البشرية                                      | 0.764                                                      | 0.766                    |
| رمز المكالمات الدولي                                      | +355                                                       | +98                      |
| رمز الإنترنت                                              | .al                                                        | .ir،                     |
| المنطقة الزمنية                                           | توقيت وسط أوروبا، ت ع م+01:00، ت ع م+02:00، أوروبا/تيرانا ‏ | ت ع م+03:30، توقيت إيران |

## منظمات دولية مشتركة
يشترك البلدان في عضوية مجموعة من المنظمات الدولية، منها:
| علم المنظمة | اسم المنظمة                        | تاريخ انضمام ألبانيا | تاريخ انضمام إيران |
| ----------- | ---------------------------------- | -------------------- | ------------------ |
|             | الاتحاد البريدي العالمي            | ?                    | ?                  |
|             | مؤسسة التنمية الدولية              | 15 أكتوبر 1991       | 10 أكتوبر 1960     |
|             | منظمة حظر الأسلحة الكيميائية       | ?                    | ?                  |
|             | الأمم المتحدة                      | 14 ديسمبر 1955       | 24 أكتوبر 1945     |
|             | وكالة ضمان الاستثمار متعدد الأطراف | 15 أكتوبر 1991       | 15 ديسمبر 2003     |
|             | منظمة الشرطة الجنائية الدولية      | ?                    | ?                  |
|             | مؤسسة التمويل الدولية              | 15 أكتوبر 1991       | 28 ديسمبر 1956     |
|             | البنك الدولي للإنشاء والتعمير      | 15 أكتوبر 1991       | 29 ديسمبر 1945     |
|             | منظمة التعاون الإسلامي             | ?                    | ?                  |
|             | يونسكو                             | 16 أكتوبر 1958       | 6 سبتمبر 1948      |

## وصلات خارجية
- موقع وزارة الخارجية الألبانية
- موقع وزارة الخارجية الإيرانية